# Amuarib
Amuarib (en rus: Амуариб) és un poble del Daguestan, a Rússia, que en el cens del 2010 tenia 34 habitants. Pertany al districte rural de Gunib.